# Lara (estado)
Lara é um dos estados da Venezuela, sendo uma das 23 subdivisões do país. Está localizado na região região Centro-Oeste do país, limitando-se ao norte com Falcón, a leste com Yaracuy, ao sul com Portuguesa, a sudoeste com Trujillo e ao oeste com Zulia. Com pouco mais de 2 milhões de habitantes em 2021, é o quarto estado mais populoso, sendo superado apenas por Zulia, Miranda e Carabobo. Possui 9 municípios autônomos e 57 freguesias. Suas principais cidades são: Barquisimeto, a capital, Carora, El Tocuyo, Quíbor e Cabudare.

## História
O atual território de Lara pertencia à província de Caracas. Em 1824, foi absorvida pela Província de Carabobo, que havia sido criada nesse ano. Em 1832, após a desintegração da Grande Colômbia, a região foi desintegrada, sendo então constituída na Província de Barquisimeto, que incluiu as áreas de Quíbor, El Tocuyo, Carora e Barquisimeto; além de outros que hoje compõem o estado de Yaracuy. Em 1856, através da nova lei de divisão territorial, San Felipe e Yaritagua juntaram-se ao Nirgua para formar a Província de Yaracuy. É nessas populações, principalmente em El Tocuyo e Barquisimeto, que as primeiras luzes da Independência da Venezuela foram documentadas e a partir das quais se iniciou a construção da Venezuela, com as vilas, cidades e rodovias que unem grande parte desse território.
Em 1881, foi acordada a criação do Grande Estado do Norte e do Oeste, ao qual foram acrescentadas as áreas de Lara e Yaracuy. Em agosto do mesmo ano, foi-lhe atribuído o nome de estado Lara, em homenagem ao patriota de Carranza, General Jacinto Lara. Em 1899, o Congresso estabeleceu a autonomia dos 20 estados, prevista na Constituição de 1864, divisão que foi confirmada em 1909, por meio de uma reforma constitucional, que se mantém até hoje.
Em 1899, o território correspondente aos atuais municípios Silva e Monsenhor Iturriza do estado de Falcón foram integrados neste último estado, em troca do que hoje é o município de Urdaneta.

## Municípios
1. Andrés Eloy Blanco (Sanare)
2. Crespo (Duaca)
3. Iribarren (Barquisimeto)
4. Jiménez (Quíbor)
5. Morán (El Tocuyo)
6. Palavecino (Cabudare)
7. Simón Planas (Sarare)
8. Torres (Carora)
9. Urdaneta (Siquisique)